# Polyrhachis illaudata
Polyrhachis illaudata är en myrart som beskrevs av Walker 1859. Polyrhachis illaudata ingår i släktet Polyrhachis och familjen myror.

## Underarter
Arten delas in i följande underarter:
- P. i. illaudata
- P. i. intermedia
- P. i. obesior
- P. i. pauperata
- P. i. proximomayri

## Bildgalleri

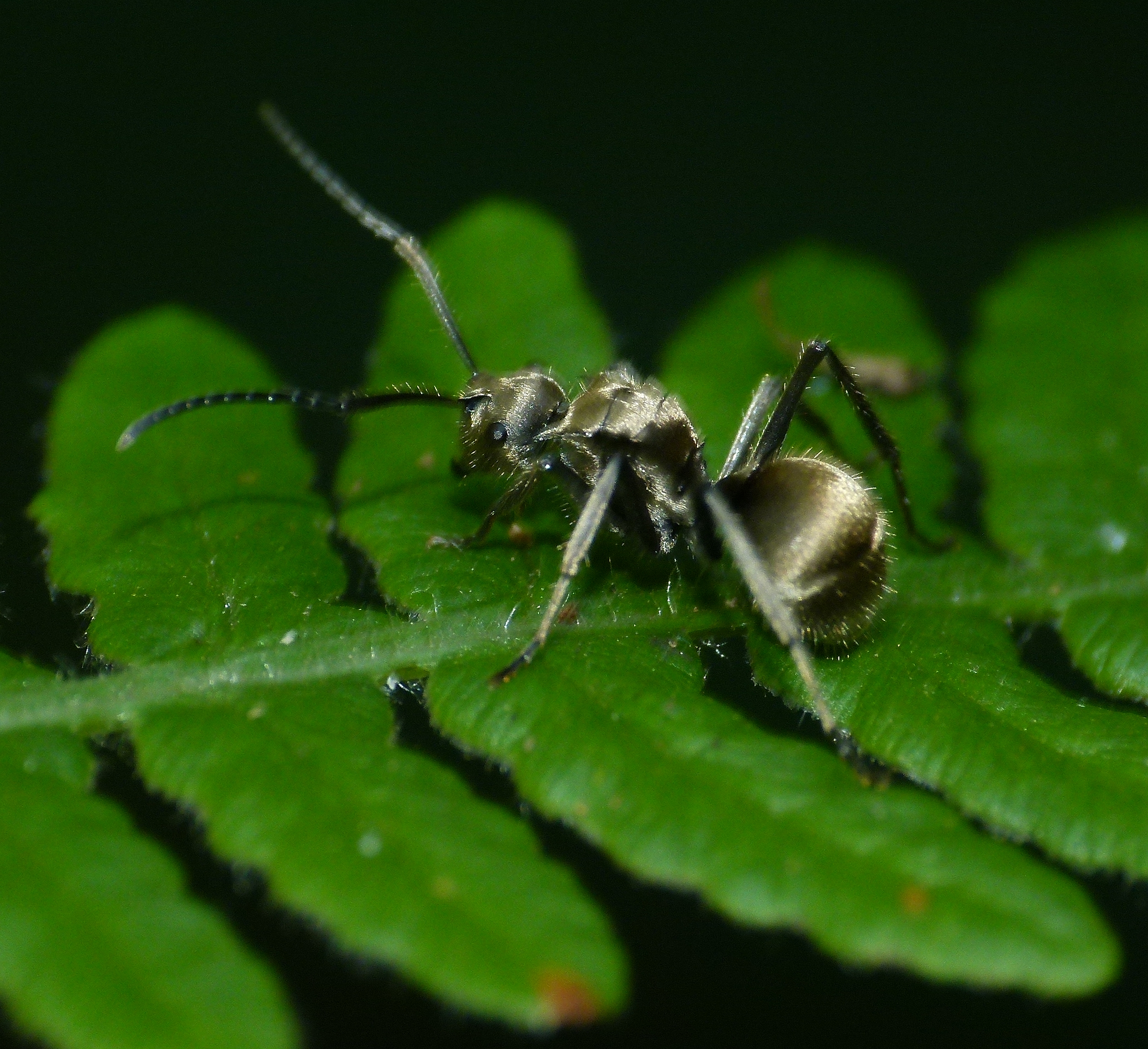
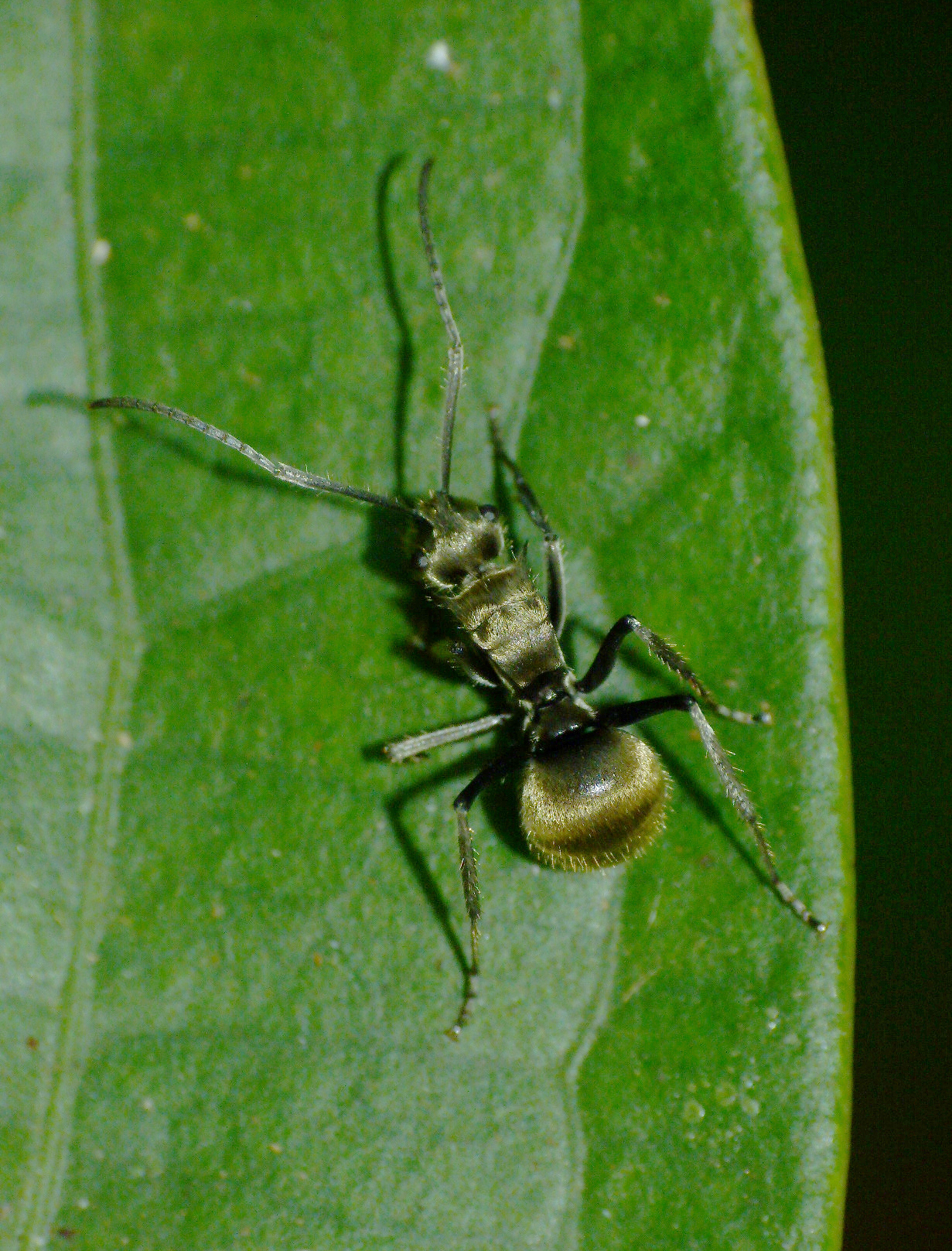